# アカアシチョウゲンボウ
アカアシチョウゲンボウ（赤足長元坊、学名：Falco amurensis）は、ハヤブサ目ハヤブサ科に属する鳥類の一種である。

## 分布
ウスリー地方、中国東北部、朝鮮半島北部の比較的限られた地域で繁殖し、冬季はアフリカ南部へ渡り越冬する。
日本には数少ない旅鳥として、春と秋の渡りの時期に北海道から石垣島までの各地で記録されている。春の記録が多い。

## 形態
体長約29cm。雄は体の上面が灰黒色で、下面は青灰色、下腹から下尾筒は赤褐色である。風切羽は黒い。雌は頭部が黒く頬は白い。体の上面は雄と比べて淡い灰黒色である。雌雄とも、蝋膜、眼の周囲のアイリング、足は赤橙色である。

## 生態
農耕地や干拓地等の開けた場所に生息している。
主に昆虫類を捕食する。